# Atemi
En las artes marciales japonesas, el término atemi (当て身?) nombra golpes rápidos al cuerpo, en contraposición a luxaciones, agarres, y proyecciones. El atemi se puede lanzar con cualquier parte del cuerpo a cualquier punto del cuerpo del oponente. Puede ser fuerte/percutante o ‘suave’ (para control). Ejemplo de arte marcial que utiliza el atemi percutante es el Karate. La localización de puntos nerviosos y de presión, como los que se usan en otros métodos como la acupuntura, suele determinar la elección de los puntos donde ejecutar el atemi (ver Kyusho).
Algunos ataques contra puntos vitales del cuerpo pueden matar o incapacitar al oponente: en el plexo solar, la sien, bajo la nariz, en los ojos, en los genitales, o bajo la barbilla. Las artes marciales tradicionales japonesas (precursoras del judo, jūjutsu y aikido) no suelen incluir atemis, ya que su uso y orientación era la lucha en el campo de batalla contra oponentes armados. Aun así, tienen sus excepciones.
Un atemi puede constituir una técnica por sí mismos, pero también puede ser un elemento complementario para comprometer el equilibrio del oponente (Kuzushi) o para rematar (como es el caso del uso del atemi en aikido). Un golpe doloroso pero no letal en zonas como los ojos, cara o alguna parte vulnerable del abdomen pueden dar paso a técnicas más definitivas, como una proyección o una luxación. Incluso si el golpe no acierta con su objetivo, el oponente puede distraerse y reaccionar instintivamente protegiéndose (ej. echando la cabeza hacia atrás frente a un puñetazo) de forma que pierda su equilibrio.
El desarrollo de técnicas de atemi nace de la evolución de las artes marciales japonesas, particularmente del jūjutsu. Las primeras formas de jūjutsu del período Sengoku japonés se crearon como forma de combate sin armas para los samurái que habían perdido sus armas en el campo de batalla. El propósito del jūjutsu era desarmar al oponente y utilizar sus propias armas contra él. Como consecuencia, los golpes al enemigo eran limitados ya que éste solía vestir una completa armadura. En evoluciones posteriores del jūjutsu en el Período Edo los golpes a mano vacía se hicieron más comunes ya que las confrontaciones de ejércitos completos se hicieron menos comunes. Esto implicaba que los oponentes de los practicantes del jūjutsu ya no iban cubiertos con la armadura, y sus puntos vitales objetivo de los atemis quedaban expuestos. De esta forma el atemi empezó a desempeñar un papel relevante en la muerte y ataque sin armas.
Algunos ataques menores en los que el oponente no resulta muerto o aturido incluyen golpes cortos en las vértebras torácicas, o con dos dedos bajo la mandíbula.